# Roberto Hilbert
Roberto Hilbert (Forchheim, 1984. október 16. –) német labdarúgó hátvéd/középpályás, jelenleg szabadon igazolható játékos. 2007 és 2008 között nyolc alkalommal szerepelt a német nemzeti csapatban.

## Klub karrier

### Ifjúsági csapatok
Hilbert a bajorországi Forchheim városában született Roberto Geisler néven. Miután apja elhagyta a családot, az édesanyja vezetéknevét, a Hilbertet vette fel. Gyermekkora óta focizik, első jegyzett klubja a városi csapat, 	az SpVgg Jahn Forchheim volt. Kilencéves korában bekerült az 1. FC Nürnberg akadémiájára, majd több csapatváltás után a Nürnberg városi riválisához, a Fürthez került. 2002 nyarán a negyedosztályú bajor 1. SC Feucht csapatához igazolt, akikkel rögtön meg is nyerte a bajnokságot, így feljutottak a harmadosztályba. A 17 éves Hilbert a szezon során fokozatosan egyre több játéklehetőséget kapott, a Feucht impozáns, 107 szerzett gólos mutatójához védő létére 10 találattal járult hozzá. A következő idényben már rendre a kezdőcsapatban kapott helyet, általában szélső hátvédként, vagy szélső középpályásként szerepelt a középmezőnyben végző csapatban. Ez alkalommal is 10 gólt szerzett, május végén az 1.FC Eschborn ellen mesterhármast szerzett.

### Greuther Fürth
A remekül teljesítő Hilbert 2004 nyarán visszakerült korábbi csapatához, a másodosztályú Greuther Fürthöz. A 2. Bundesligában augusztusban, a Rot Weiss Ahlen ellen debütált. Az egészen áprilisig feljutásra álló csapatban az idény során végig alapembernek számított, a pálya jobb szélét bejátszva 5 gólt lőtt és 9 gólpasszt adott. A rangos Kicker sportújság osztályzatai alapján csapata második legjobb játékosa, emellett a bajnokság legjobb védője volt. A Fürth a következő szezonban is végig a feljutás küszöbén állt, de a bravúr ezúttal sem sikerült nekik. Hilbert ezúttal 2 gólja mellett 10 gólpasszal zárt.

### VfB Stuttgart
A még mindig csak 21 éves védő/szélső iránt több első osztályú csapat is érdeklődött, végül a VfB Stuttgart ajánlatát fogadta el. A Bundesligában 2006 augusztusában, a Nürnberg ellen debütált, első gólját szeptemberben, a Werder Bremen ellen szerezte. Ezen a mérkőzésen a Stuttgart már a 4. percben hátrányba került Hilbert öngóljával, majd a 38. percben az ő góljával kezdték meg a felzárkózást és végül megfordították a mérkőzést. Az idény során Armin Veh csapata sokáig egyensúlyozott a 3.-4. hely környékén, míg a szezon végén egy csodálatos, 8 megnyert mérkőzéses széria után bajnokok lettek. Hilbert elsősorban a középpálya jobb szélén szerepelt és hét góllal vette ki a részét a bajnoki menetelésből. A remek bajnoki szereplés mellett a Német kupában is a döntőig jutottak, ám itt Cacau kiállítása miatt korán emberhátrányba kerültek és ki is kaptak a Nürnbergtől. Hilbert végigjátszotta a mérkőzést.

A Stuttgart nem tudta átmenteni remek formáját a következő szezonra - visszacsúsztak a középmezőnybe. Ezzel párhuzamosan a Bajnokok ligájában sem teljesítettek jól, csoportjuk negyedik helyén végeztek mindössze 3 ponttal. Hilbert szeptemberben, a Rangers ellen játszotta első BL-mérkőzését, és az ezt követő többi csoportmeccsen is rendre kezdőként szerepelt. A 2008-09 idény ismét remekül sikerült Hilbertéknek, ezúttal a bajnokság harmadik helyén végeztek. Szeptemberben Hilbert bemutatkozhatott az UEFA-kupában a Cserno More ellen, majd decemberben a Standard Liège ellen első nemzetközi kupa-találatát is megszerezte. Végül a legjobb 32-ig jutottak.  A 2009-10-es idény során többször is kisebb sérüléssel küzdött, emellett szép lassan elvesztette alapember-státuszát. A Stuttgarttal a bajnokságban a hatodik helyen zárt, míg a BL-ben ezúttal a nyolcaddöntőig jutottak, ahol a címvédő Barcelona állta útjukat.

### Beşiktaş
Miután a Stuttgarttal nem sikerült megegyeznie a szerződés-hosszabbításról, így 2010 nyarán Hilbert szabadon igazolhatóvá vált. A több poszton is bevethető 25 éves játékosra a török Beşiktaş csapott le és kötött vele hároméves szerződést. A török bajnokságban 2010 augusztusában, az İstanbul Başakşehir ellen mutatkozott be,  első gólját novemberben, a Gençlerbirliği ellen szerezte. Az ötödik helyen záró csapatban Hilbert általában jobb hátvédként szerepelt. A török kupában a Beşiktaş egészen a döntőig jutott, az İstanbul Başakşehirt múlták felül tizenegyesekkel. Hilbert a 105. percben állt be, saját büntetőjét kihagyta. A Beşiktaş a nemzetközi porondon is érdekelt volt, az Európa-ligára átkeresztelt UEFA-kupában a legjobb 32-ig jutottak. A következő idényben Hilbert már szinte kizárólag jobb hátvédet játszott a bajnokság negyedik helyén végző csapatban. 2012 januárjában izomsérülést szenvedett, így három hónapot ki kellett hagynia, és nem vehetett részt az Európa-liga egyenes kiesés szakaszában, ahol a Beşiktaş ezúttal a nyolcaddöntőig jutott. Miután a 2012-13-as idény nemzetközi kupaküzdelmeiből az UEFA kizárta a Beşiktaşt, így az isztambuliak a bajnokságra koncentrálhattak - és végül fel is állhattak a "bajnoki dobogó" legalsó fokára.

### Bayer Leverkusen
Három Isztambulban eltöltött szezon után, a 28 éves Hilbert 2016 nyarán újra szabadon igazolhatóvá vált. Végül a Bundesliga egyik élcsapatához, a Bajnokok ligájában is érdekelt Bayer Leverkusenhez írt alá, akiknél Daniel Carvajal kiválása után megüresedett a jobb hátvéd poszt. Új csapatában rendre a fiatal olasz Giulio Donatival kellett megküzdenie a kezdőcsapatba kerülésért. Mivel Donati a védekezésben, Hilbert a támadások segítésében volt hatékonyabb, így hol egyikük, hol másikuk játszott. Első leverkuseni idényében 16 alkalommal lépett pályára, emellett áprilisban a Nürnberg ellen szerezte egyetlen gólját. A BL-ben csapatával a nyolcaddöntőig jutott, míg a Német kupában a negyeddöntőig. A 2014-15-ös idényben végleg kiszorította Donatit a kezdőcsapatból, így immár 23 bajnoki mérkőzésen jutott szerephez. Részese volt a Bayer drámai, büntetőrúgásokkal végződő BL nyolcaddöntős és Német kupa negyeddöntős kiesésének, ő maga nem lőtt tizenegyest. A 2015-16-os szezonban a horvát reménység Tin Jedvajjal váltogatták egymást a jobb hátvéd pozícióban, ám Hilbert az őszi szezonban három hónapot ki kellett hagyjon térdsérülés miatt, majd tavasszal két hónapot kulcscsonttörés miatt.

## Válogatottság
Hilbert 2005 márciusában debütált a német U21-es válogatottban Anglia ellen. 2016 májusában részt vett az U21-es Európa-bajnokságon, ám itt meglepetésre már a csoportkörben kiesett csapatával.

A német válogatottban Joachim Löw irányítása alatt, 2007 márciusában mutatkozott be egy Dánia elleni barátságos mérkőzésen. Ez után még hétszer kapott lehetőséget a nemzeti csapatban, utolsó mérkőzését 2008 februárjában, Ausztria ellen játszotta.

## Sikerek, díjak

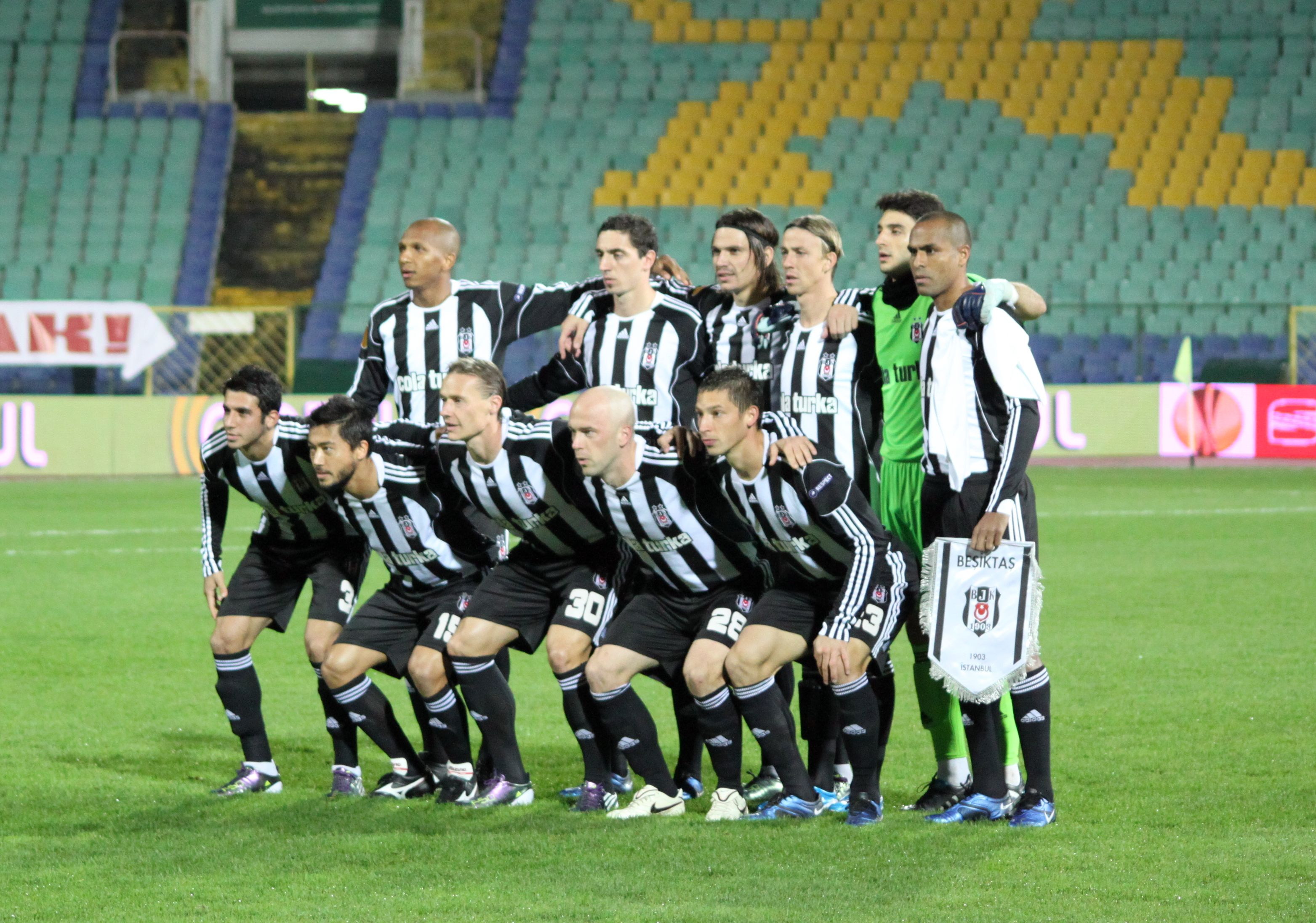
Hilbert a Beşiktaş csapatában, 2010 decemberében
(felső sor, balról a második)

### Klub
1. SC Feucht
- Bayernliga (1): 2002-03

VfB Stuttgart
- Bundesliga (1): 2006-07

Beşiktaş JK
- Török kupa (1): 2010-11